# 砷酸银
砷酸银是一种无机化合物，化学式为Ag3AsO4。它可用于鉴别磷酸盐和砷酸盐溶液的定性分析。（Ag3PO4为黄色沉淀）

## 制备及性质
砷酸银可用下述反应制备：
3 AgNO3 + Na2HAsO4 → Ag3AsO4↓ + 2 NaNO3 + HNO3
砷酸银难溶于水（Ksp = 1.0×10−22）。可溶于酸或氨水。